# Charon (musikgrupp)
Charon var en finsk gothic metal-grupp bildad 1992 i Brahestad. Bandet upplöstes 2011.

## Medlemmar
Senaste medlemmar
- Teemu Hautamäki – basgitarr (1992–2011), sång (1992–1995)
- Antti Karihtala – trummor (1992–2011)
- Juha-Pekka "JP" Leppäluoto – sång (1995–2011)
- Lauri Tuohimaa – gitarr (2003–2011)

Tidigare medlemmar
- Pasi Sipilä – gitarr (1992–2010)
- Jasse von Hast – gitarr (1992–2003)

Turnerande medlem
- Marco Sneck – keyboard (2003–?)

## Diskografi
Demo
- 1993 – Inexorable Reciprocation
- 1993 – Promo 1993
- 1994 – Dies Irae
- 1995 – Pilgrimage-Promo-95

Studioalbum
- 1998 – Sorrowburn
- 2000 – Tearstained
- 2001 – Downhearted
- 2003 – The Dying Daylights
- 2005 – Songs for the Sinners

Singlar
- 2001 – "Little Angel"
- 2003 – "In Trust of No One"
- 2003 – "Religious / Delicious"
- 2005 – "Ride on Tears"
- 2005 – "Colder"
- 2010 – "The Cure"

Samlingsalbum
- 2010 – A-sides, B-sides & Suicides